# Décoration d'efficacité du Canada
La Décoration d'efficacité du Canada est une ancienne récompense militaire canadienne remise aux membres de la milice active non permanente et aux auxiliaire et réservistes de l'aviation royale du Canada ayant accompli 20 années de service méritoire. Une barrette était remise pour chaque 20 années de service méritoire supplémentaires. Environ 3700 exemplaires de cette décoration ont été décernés depuis sa création en 1931.
Le service en temps de guerre comptait double pour l'obtention de cette distinction. En outre, la moitié du service passé comme non-officier était prise en compte. Cette distinction a été remplacée par la Décoration des forces canadiennes.
Les récipiendaires de cette récompense peuvent faire suivre leur nom des initiales « ED ».

## Sources
- Décoration d'efficacité du Canada - Anciens Combattants Canada